# 하일청
하일청(1934년 11월 25일 ~ 1998년 9월 30일)은 대한민국의 정치인이다. 제2·3대 사천시장을 역임했으며, 민선 3대 사천시장 재임 2개월 만에 충북 옥천군에서 교통사고로 사망하였다.

## 학력
- 삼천포국민학교 (졸업)
- 경남중학교 (졸업)
- 경남고등학교 (졸업)
- 부산대학교 상과대학 (상학 / 학사)
- 부산대학교 행정대학원 (행정학 / 석사)

## 역대 선거 결과
|  | 57.58% |

|  | 38.99% |